# Trolejbusy w Atenach

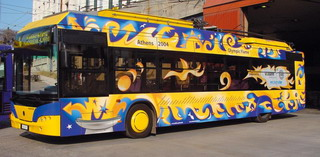

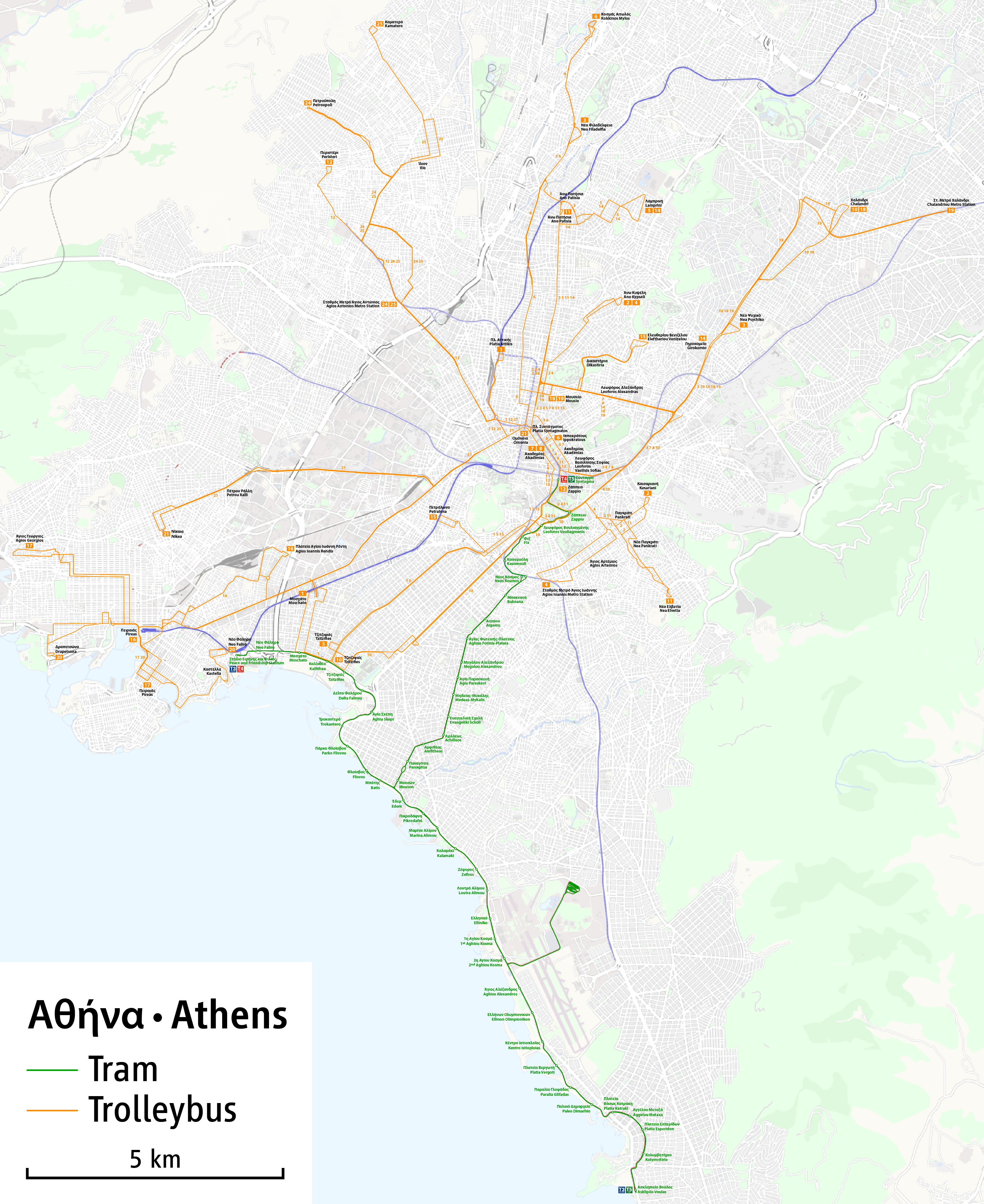

Trolejbusy w Atenach − system komunikacji trolejbusowej w stolicy Grecji, Atenach.
Trolejbusy w Atenach uruchomiono 27 grudnia 1953.

## Linie
W Atenach istnieją 22 linie trolejbusowe:
| Numer linii | Trasa                                           |
| ----------- | ----------------------------------------------- |
| 1           | PLAT. ATTIKIS − TZITZIFIES − MOSCHATO           |
| 2           | ANO KYPSELI − PAGKRATI − KAISARIANI             |
| 3           | N. FILADELFEIA − GIROKOMEIO                     |
| 4           | ANO KYPSELI − ST. METRO AG. IOANNIS             |
| 5           | LAMPRINI − PL. SYNTAGMATOS − TZITZIFIES         |
| 6           | IPPOKRATOYS − KOK. MYLOS                        |
| 7           | PANEPISTIMIOY − L. ALEXANDRAS (KYKLIKI)         |
| 8           | L. ALEXANDRAS − AKADIMIAS (KYKLIKI)             |
| 10          | TZITZIFIES − CHALANDRI                          |
| 11          | A. PATISIA − N. ELVETIA                         |
| 12          | ZAPPEIO − PERISTERI                             |
| 13          | LAMPRINI − N. PSYCHIKO                          |
| 14          | PL. PAPADIAMANTI − N. PSYCHIKO                  |
| 15          | PETRALONA − EL. VENIZELOY                       |
| 16          | AG. IOANNIS RENTIS − PEIRAIAS (KYKLIKI)         |
| 17          | PEIRAIAS − AG. GEORGIOS (KYKLIKI)               |
| 18          | MOYSEIO − CHALANDRI (ETHN. ANTISTASEOS)         |
| 19          | MOYSEIO − ST. CHALANDRIOY                       |
| 20          | N. FALIRO − DRAPETSONA                          |
| 21          | ZAPPEIO − NIKAIA                                |
| 24          | PETROYPOLI − ILION − ST. AG. ANTONIOS (KYKLIKI) |
| 25          | KAMATERO − ILION − ST. AG. ANTONIOS (KYKLIKI)   |

## Tabor
Obecnie w Atenach znajduje się 366 trolejbusów
- Neoplan Elbo 4216 − 112 trolejbusów
- Van Hool A 300T − 112 trolejbusów
- Neoplan Elbo 6216 − 91 trolejbusów
- Neoplan Elbo 6221 − 51 trolejbusów